# أندي لويد
أندي لويد (5 نوفمبر 1956 في المملكة المتحدة - ) (بالإنجليزية: Andy Lloyd)‏ هو لاعب كريكت بريطاني.

## وصلات خارجية
- أندي لويد على موقع إي آس بي آن كريك إنفو (الإنجليزية)